# Horváth Gábor (labdarúgó, 1959)
Horváth Gábor (Kisláng, 1959. március 20. – 2019. szeptember 17.) magyar labdarúgó, balhátvéd. Fia Horváth Gábor (1985) válogatott labdarúgó.

## Pályafutása
14 évesen lett a székesfehérváriak igazolt játékosa. Az élvonalban, 1979-ben mutatkozott be. Legnagyobb sikerét 1984–1985-ös UEFA-kupa idény során érte el, ahol a csapattal ezüstérmes lett. Mind a 12 mérkőzésen szerepelt, egyszer cserélték le, a Željezničar ellen Szarajevóban. 1989 és 1991 között a Videoton csapatkapitánya volt. Végh Tibor és Karsai László után ő szerepelt a legtöbb élvonalbeli mérkőzésen a fehérvári csapatban. Aktív sport pályafutását az osztrák tartományi bajnokságban fejezte be.

## Halála
2019. szeptember 17-én hunyt el, 60 éves korában. Temetése október 5-én volt a székesfehérvári Szedreskerti temetőben.

## Sikerei, díjai
- Magyar bajnoki 3. hely: 1983–84, 1984–85
- Magyar Népköztársaság-kupa-döntős: 1981–1982
- UEFA-kupa 2.: (1984–1985).

## Külső hivatkozások
- Csuhay gólja… – 2005. április 23.
- Húsz éve játszott UEFA-kupa-döntőt a Videoton Archiválva 2009. március 16-i dátummal a Wayback Machine-ben – 2005. május 7.